# جيوفري إل. سميث
جيوفري إل. سميث (بالإنجليزية: Geoffrey Lilley Smith)‏ هو بروفيسور بريطاني، ولد في 23 يوليو 1955.